# H2AFJ
H2AFJ‏ (H2A histone family member J) هوَ بروتين يُشَفر بواسطة جين H2AFJ في الإنسان.